# 新潟国際自動車大学校
新潟国際自動車大学校（にいがたこくさいじどうしゃだいがっこう）は、新潟県新潟市中央区にある自動車に関する専修学校である。運営主体は学校法人国際総合学園。自動車整備士、メカニックのほか、レーシングドライバーやカーデザイナー、カーモデラーなどを目指す教育をも行う。通称GIA。

## 概要
平成6年（1994年）4月新潟工科専門学校自動車工学科として開校。平成19年（1998年）に自動車系の専門学校である新潟国際自動車大学校として独立、校名変更。

### 所在地
- 新潟県新潟市中央区紫竹山5-2-10

### アクセス
- 新潟交通 S6 長潟線・S7 スポーツ公園線 「弁天橋」バス停より徒歩すぐ

### 設置学科
5学科2専攻
- 自動車整備科　（2年課程　2級整備士）
- 1級自動車整備科（4年課程　1級小型整備士）
- モータースポーツ科　（2年課程　3級整備士）
- 車体整備科（3年課程　2級整備士＋車体整備士）
- 自動車デザイン科（2年課程）
- モータースポーツ2級専攻科（3年課程　2級整備士）
- 車体整備専攻科（1年課程　2級課程修了者＋車体整備士）